# William Craig Emilius Napier
Le major-général William Craig Emilius Napier (18 mars 1818 - 23 septembre 1903) est un officier de l'armée britannique qui devient gouverneur du Royal Military College de Sandhurst.

## Carrière militaire
Il est le fils du lieutenant-général Sir George Thomas Napier et fait ses études au Cheltenham College . William Napier sert avec les Buffs (Royal East Kent Regiment), puis avec les King's Own Scottish Borderers . Il est directeur général de l'éducation militaire et combat lors de la reconquête de Port Natal en 1842, lors de la campagne de Scinde en 1845 et lors de la guerre de Crimée en 1855 .
Il est ensuite commandant du Collège d'état-major de Sandhurst en 1861 et gouverneur du Collège militaire royal de Sandhurst à partir de 1875 .
Il est nommé colonel des Buffs (Royal East Kent Regiment) de 1874 à 1882  et des King's Own Scottish Borderers de 1882 à sa mort .

## Famille
Il meurt en 1903. En 1845, il épouse sa cousine Emily Cephalonia Napier, fille du lieutenant-général sir Charles James Napier ; ils ont sept filles et un fils .